# Xã Troy, Quận Geauga, Ohio
Xã Troy (tiếng Anh: Troy Township) là một xã thuộc quận Geauga, tiểu bang Ohio, Hoa Kỳ. Năm 2010, dân số của xã này là 2.801 người.